# Der Fluch von Schwarzeneck
Der Fluch von Schwarzeneck (Originaltitel: The Curse of Craigiburn) ist ein erstmals 1967 erschienenes englisches Jugendbuch von Jennifer Larcombe Rees. Der Roman vermittelt evangelistische Grundgedanken. In Deutschland erschien es auch als Hörspiel.

## Inhalt
Die gehbehinderte Halbwaise Frank hat keine Freunde. Sein alleinerziehender Vater verzweifelt am Leben. Außerdem scheint es noch ein dunkles Geheimnis um den frühen Tod der Mutter zu geben, an die sich Frank nicht erinnern kann. Das Anwesen Schwarzeneck soll verflucht sein. In dieser unheimlichen Grundstimmung der Ungewissheit wächst Frank auf, im Text heißt es:
Es schien Frank, als habe sein ganzes Leben lang der Schatten all des Unglücks auf ihm gelegen, das in diesem Bauernhaus geschehen war; und doch hatte er bis vor kurzem noch nicht einmal wissen dürfen, worin dieses Unglück bestanden hatte. Das war das Schlimmste an der ganzen Sache – niemand hatte ihm davon erzählen wollen.
Später wird eine alte, halb verbrannte Bibel von Franks Großmutter entdeckt, und er findet einen neuen Freund. Jetzt überschlagen sich die Ereignisse. Zunächst gibt es große Probleme, weil Franks Freund ein praktizierender Christ ist, was der Vater ebenso wie Franks Studium der großmütterlichen Bibel in keiner Weise akzeptieren kann. Letztlich kommt es aber zu einem guten Ende.

## Wirkung
Das englischsprachige Original wurde in mehrere Sprachen (1969 ins Deutsche, später ins Russische) übersetzt. Seit Mitte der 1980er Jahre erscheint die deutsche Ausgabe in der Übersetzung von Manfred Siebald über die Christliche Literatur-Verbreitung (ISBN 978-3-89397-106-0), 1999 bereits in 5. Auflage.
In Deutschland war Der Fluch von Schwarzeneck zudem mit Horst Marquardt als Erzähler als Hörspielbearbeitung von Berta Schmidt-Eller (Der Meisterschuss, 1974) im Schallplattenverlag Hermann Schulte herausgebracht worden, der damals auch für die Buchausgabe verantwortlich zeichnete. Später wurde das Hörspiel noch als CD produziert. Peter van Woerden komponierte eigens für das Spiel eine Hörspielmusik.